# بحيرة ويبا
بحيرة ويبا هي موطن مهم لتربية الأسماك. في أوائل القرن العشرين، كانت بحيرة ويبا تضم عددًا كبيرًا من أسماك الرقيطة، والتي كانت أهدافًا سهلة لصيد الأسماك بالرمح من السكان الأستراليين الأصليين.